# Магда, Иван Иванович (депутат)
Иван Иванович Магда (род. 27 ноября 1934, Белики, Харьковская область) — советский и украинский энергетик. Народный депутат Украины II созыва. Заслуженный энергетик УССР (1984). Лауреат Государственной премии Украинской ССР в области науки и техники (1988).

## Биография
Родился 27 ноября 1934 года в селе Белики, Кобелякский район, Полтавская область. Украинец. Отец, Иван Дмитриевич (1906—1986) — колхозник, бухгалтер, главный бухгалтер МТС; мать, Прасковья Яковлевна (1902—1984) — колхозница, домохозяйка; жена, Валентина Сергеевна (1941) — инженер-электрик; сын Алексей (1961) — инженер-электрик; дочь Екатерина (1966) — детский врач.
Окончил Харьковский политехнический институт, электротехнический факультет (1952—1958), инженер-электрик.
С марта 1998 года — кандидат в народные депутаты Украины, избирательный округ № 37, Днепропетровская область. Явка 75,2 %, 11,4 %, 3-е место из 13 претендентов. На время выборов: народный депутат Украины, член Всеукраинского объединения «Громада».
Народный депутат Украины 2-го созыва с 07.1994 (1-й тур) до 04.1998, Апостоловский выборный округ № 98, Днепропетровская область, выдвинут трудовым коллективом. Член Комитета по вопросам финансов и банковской деятельности. Член депутатской группы «Возрождение и развитие агропромышленного комплекса Украины» (до этого — член депутатской группы «Единство»).
- 1958 — инженер электролаборатории Запорожского трансформаторного завода.
- 1958—1964 — инженер, старший инженер, заместитель начальника электролаборатории Приднепровской ГРЭС (Днепропетровск).
- 1964—1976 — старший прораб, заместитель начальника, начальник электрического цеха, директор Криворожской ГРЭС (Зеленодольск).
- С 1976 — генеральный директор ПЭО «Днепроэнерго», город Запорожье.
- 1986 — апрель 1995 — заместитель Министра энергетики и электрификации.

Участник ликвидации последствий аварии на ЧАЭС.
Автор 3 книг и около 60 статей в области строительства и эксплуатации электростанций и сетей, организации экономики электроэнергетики; 24 изобретения.

## Награды
- Орден «За заслуги» III степени (19 декабря 2001 года) — за  значительный личный вклад в развитие отечественной энергетики, многолетнюю добросовестный труд[1].
- Орден Дружбы (13 мая 2003 года, Россия) — за большой вклад в развитие электроэнергетики, укрепление дружбы и сотрудничества между Российской Федерацией и Украиной[2].
- Орден Ленина (1985).
- Орден Октябрьской Революции (1973).
- Орден Трудового Красного Знамени (1978).
- Заслуженный энергетик УССР (1984).
- Государственная премия Украинской ССР в области науки и техники (1988).
- Медали.
- Мастер спорта по классической борьбе (1956).